# Lofoty
Lofoty jsou souostroví při norském pobřeží tvořené asi 80 ostrovy, mezi nimiž jsou Austvågøy, jižní část ostrova Hinnøy, Skrova, Gimsøy, Vestvågøy, Flakstadøy, Moskenesøy, Værøy a Røst. Ačkoliv jsou v českém jazyce označovány množným číslem, v norštině je jejich název — Lofoten — jednotným číslem, složeným ze slov „lo“ (rys), „fot“ (noha) a určitého členu „en“. Název Lofoten je moderní formou slova Lofotr, což je starý název ostrova Vestvågøy.

## Poloha
Lofoty vybíhají z norské pevniny do Atlantiku a leží asi 100 až 300 kilometrů severně od severního polárního kruhu, tj. mezi 67. a 68. stupněm severní šířky. Od norské pevniny je souostroví odděleno Vestfjordenem. Nejvýznamnější ostrovy jsou propojeny tunely a silničními mosty

Lofoty jsou součásti kraje (nor. fylke) Nordland a jejich hlavním městem je Svolvær nacházející se na ostrově Austvågøy. Na Lofotech se rozkládá celkem šest obcí (nor. kommunen): Vågan, Vestvågøy, Flakstad, Moskenes, Værøy a Røst.
Souostroví má přibližně 24 tisíc obyvatel, kteří žijí na ploše 1227 km².
Severně a východně od Lofot se nachází další souostroví, Vesterály, které je od Lofot odděleno úžinou Raftsund, jejíž součástí je rovněž turisty oblíbený Trollfjord. Severní část ostrova Austvågøy je administrativně součástí obce Hadsel a je tudíž považována již za součást Vesterál.

## Historie

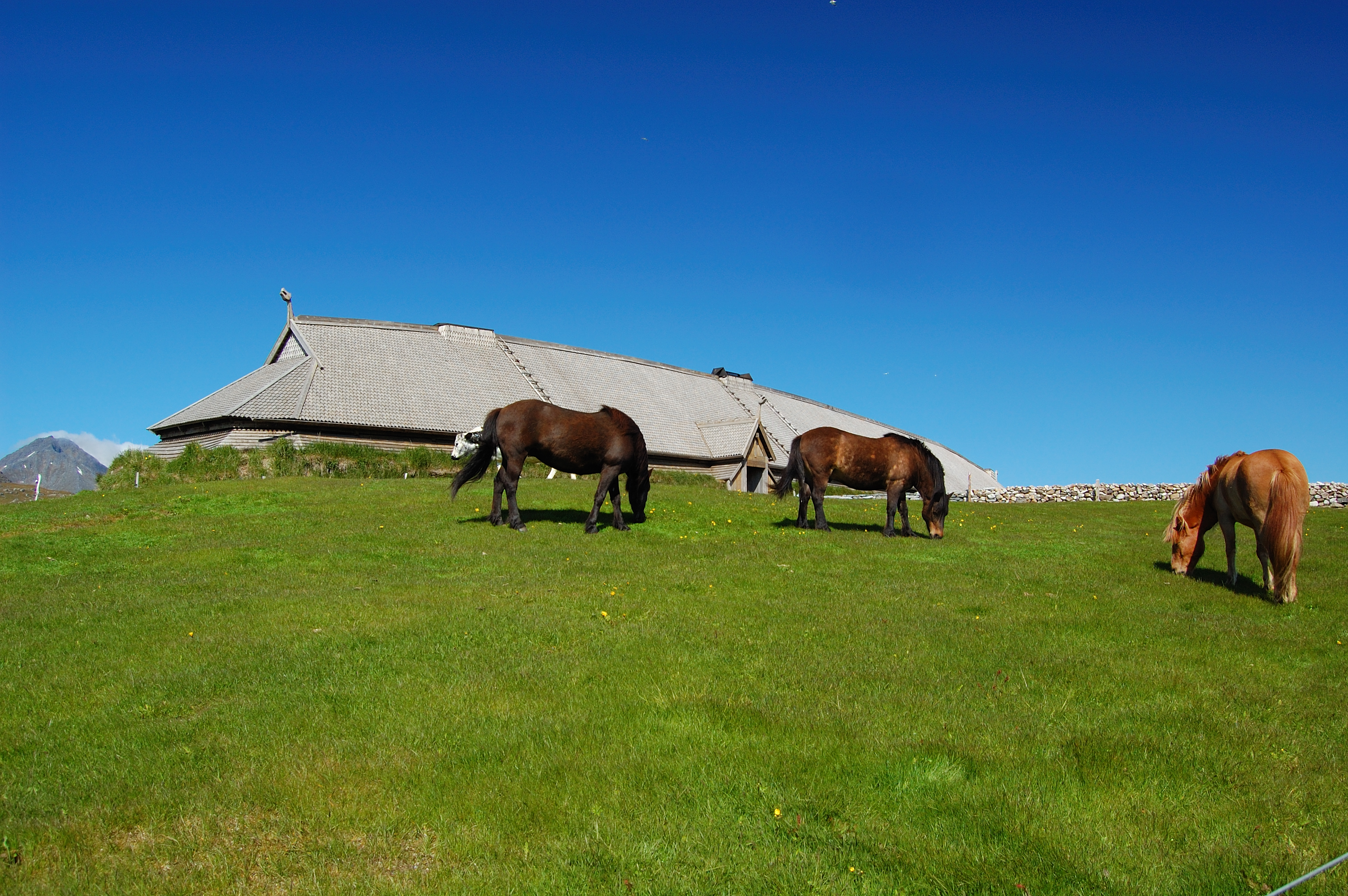
Vikingské museum v Borgu

Lofoty jsou obývané lidmi asi šest tisíc let. V minulosti se obyvatelé živili hlavně lovem a rybolovem. Během vikinské éry bylo postaveno mnoho osad se sídly vikinských náčelníků. Kopie náčelníkova sídla byla postavena v Borgu, kde je součástí vikinského musea.
Od čtrnáctého století ovládali obchod s rybami obchodníci z Bergenu. Bergen byl rovněž administrativním centrem vybírajícím daně. Kvalita života na Lofotech dlouhou dobu závisela na výsledcích rybolovu. Okolo roku 1860 došlo k největší přistěhovalecké vlně, která vedla ke vzniku současných sídel.

V březnu 1941 se Lofoty staly cílem nájezdu britských Commandos a norské Kompani Linge v rámci operace Claymore a následně dalšího nájezdu v prosinci, coby diverzní operace během útoku na Vågsøy.

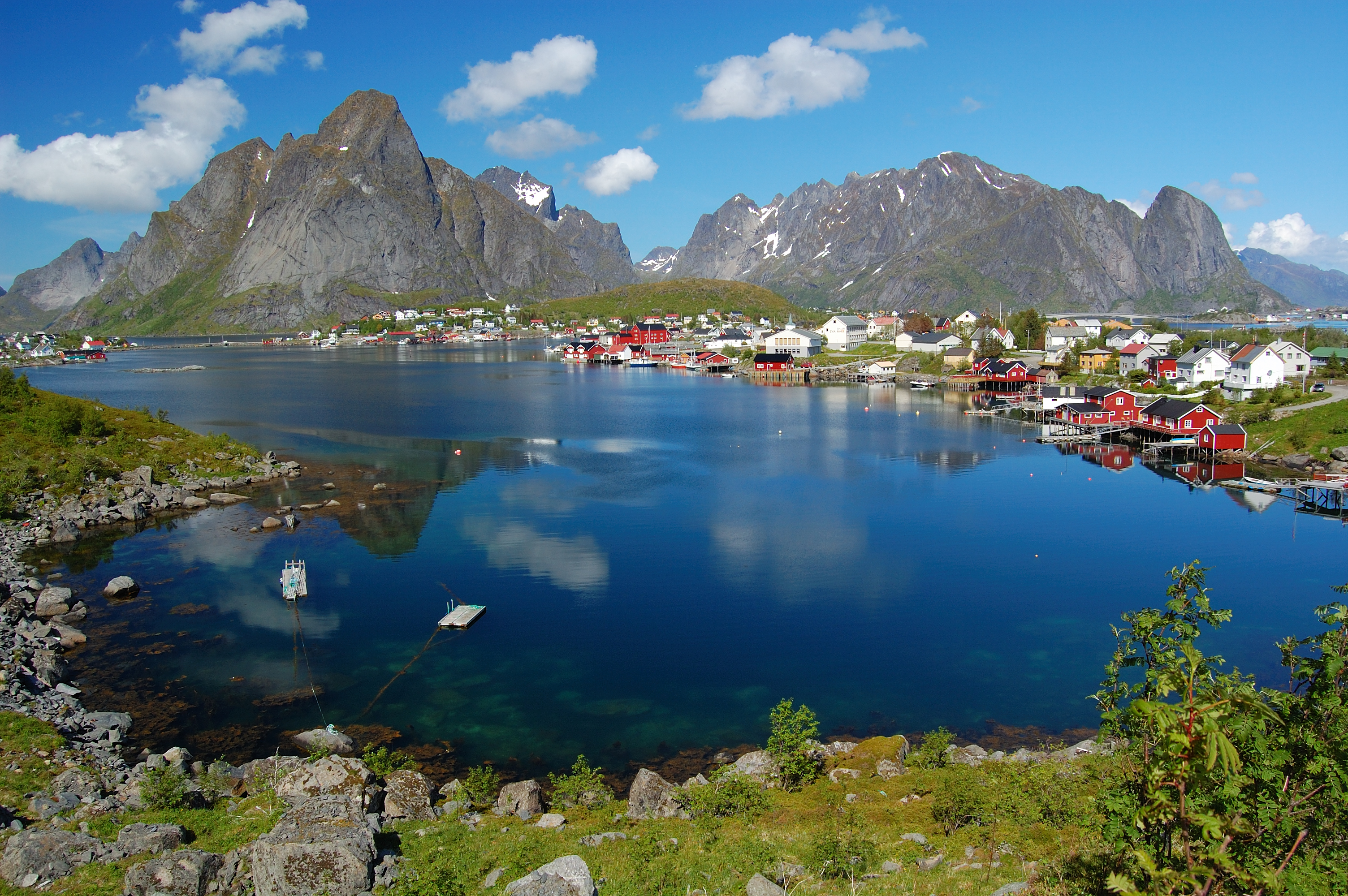
Reine na ostrově Moskenesøy

## Krajina

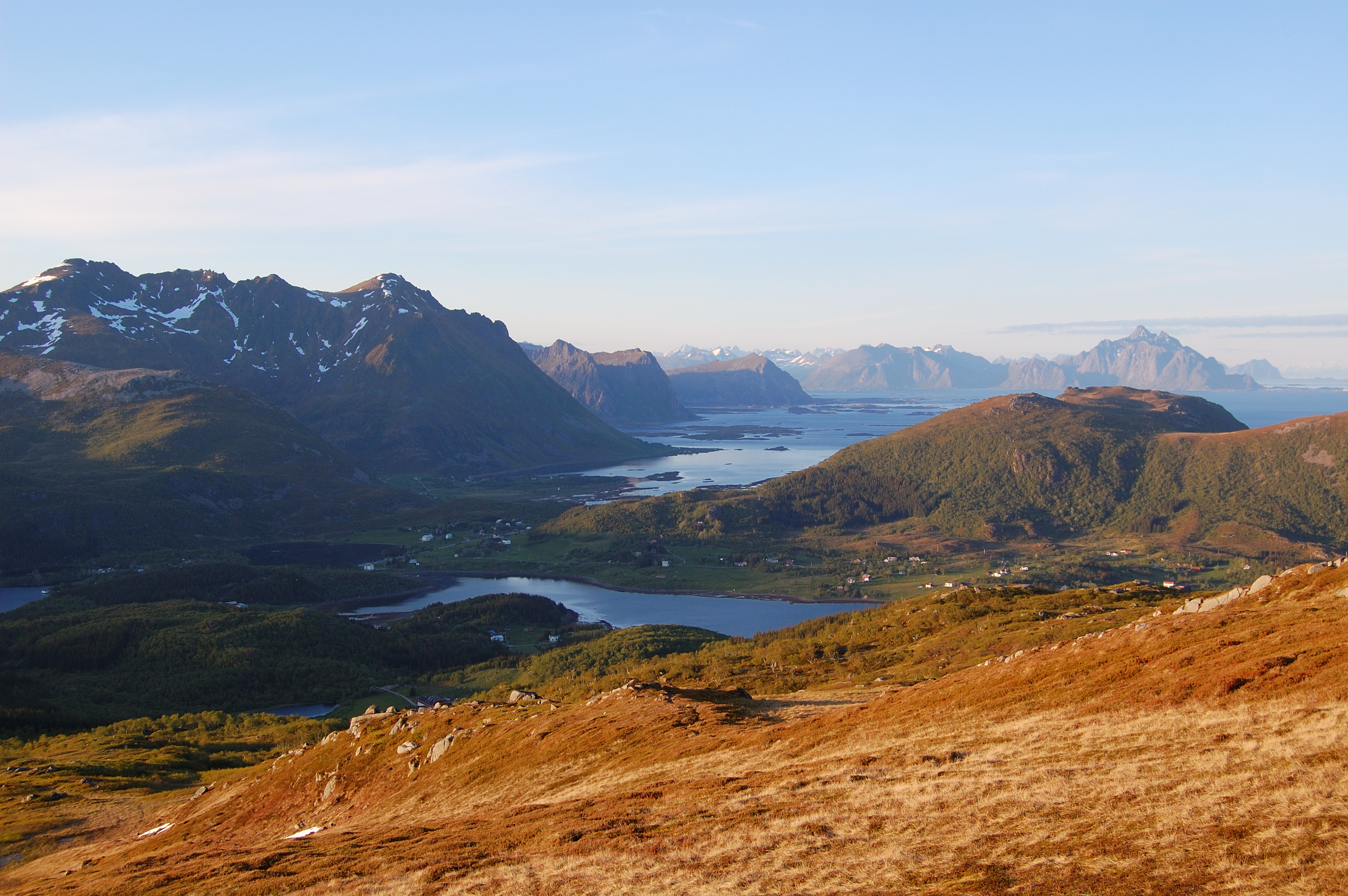
Lofotská krajina mezi Stamsundem a Leknes

Lofotská krajina byla po dlouhou dobu holá, protože lidé většinu stromů pokáceli za účelem výstavby lodí, svých obydlí a konstrukcí pro sušení ryb. V současnosti na mnoha místech Lofot došlo k významnému obnovení lesů.
Osídlena je převážně východní část ostrovů, protože tam vítr a mořské proudy nepůsobí tak silně jako na západě, neboť až více než 1200 m vysoké hory jsou schopny zastavit či zmírnit výkyvy počasí. Mezi jednotlivými ostrovy mohou působením slapových sil vznikat silné a nebezpečné mořské proudy a vodní víry. Nejznámějším proudem je Mahlstrom známý též jako Moskenstraumen.

## Klima
Díky působení Golfského proudu je klima na Lofotech vzhledem k jejich poloze za severním polárním kruhem relativně mírné. Jižní část Lofot je nejsevernějším místem na Zemi, kde průměrná teplota nikdy neklesá pod nulu a tvoří tak významnou klimatickou anomálii.
|                                | Led.  | Úno.  | Bře.  | Dub. | Kvě. | Čer. | Čvc. | Srp. | Zář. | Říj. | Lis.  | Pro.  |
| ------------------------------ | ----- | ----- | ----- | ---- | ---- | ---- | ---- | ---- | ---- | ---- | ----- | ----- |
| Nejvyšší naměřená teplota (°C) | 9,0   | 8,5   | 8,6   | 15,0 | 21,8 | 30,4 | 29,8 | 26,9 | 22,1 | 16,4 | 11,6  | 11,2  |
| Nejnižší naměřená teplota (°C) | -12,7 | -15,1 | -12,3 | -8,5 | -3,4 | -1,2 | 3,7  | 3,9  | -1,4 | -4,5 | -10,7 | -15,1 |
| Srážky (mm)                    | 69    | 53    | 54    | 47   | 39   | 42   | 57   | 60   | 86   | 117  | 87    | 91    |

## Hospodářství

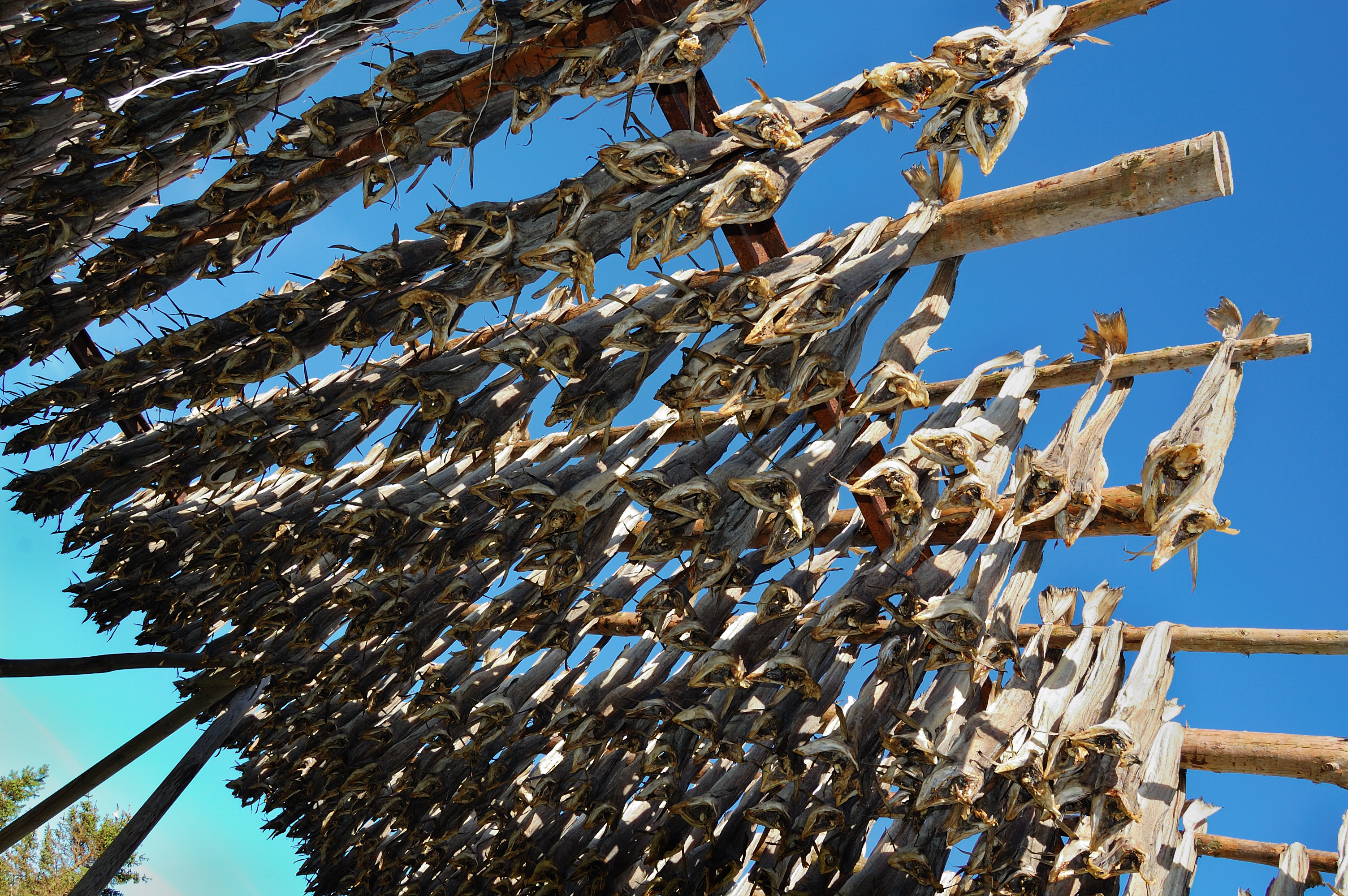
Sušení ryb ve vesnici Å

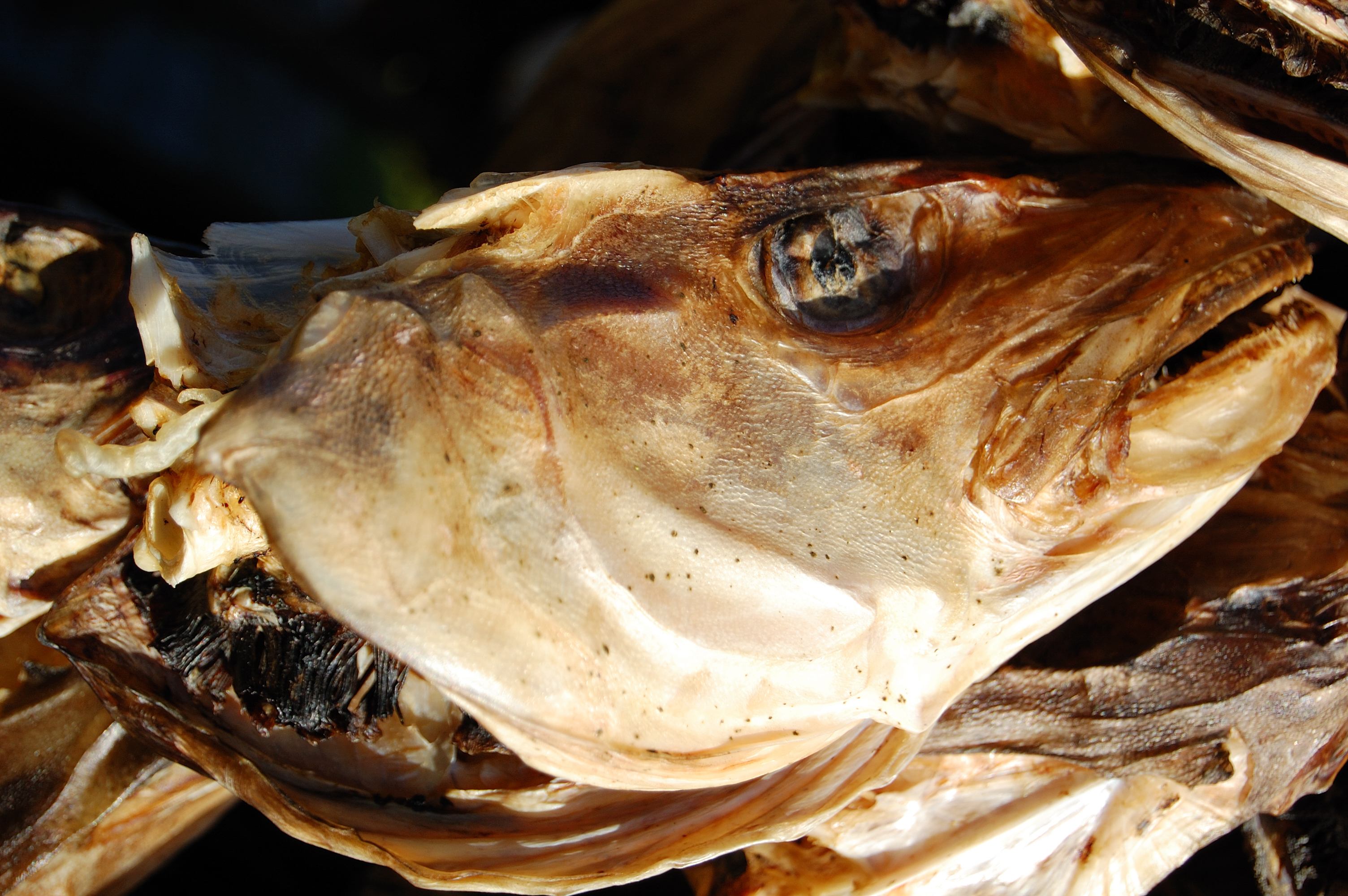
Detail typické sušené ryby

Hlavním zdrojem obživy Lofoťanů jsou turistický ruch, rybolov a s ním spojená odvětví. Lovu ryb, který se každý rok koná od poloviny ledna do poloviny dubna, se účastní stovky malých rybářských lodí. Většinu úlovku tvoří dospělé tresky, které se následně suší. Sušené tresky (nor. Tørrfisk) jsou většinou exportovány. Ačkoliv platí moratorium na těžbu ropy a zemního plynu, provádějí se v oblasti geologické průzkumy za účelem případné pozdější těžby.

## Doprava

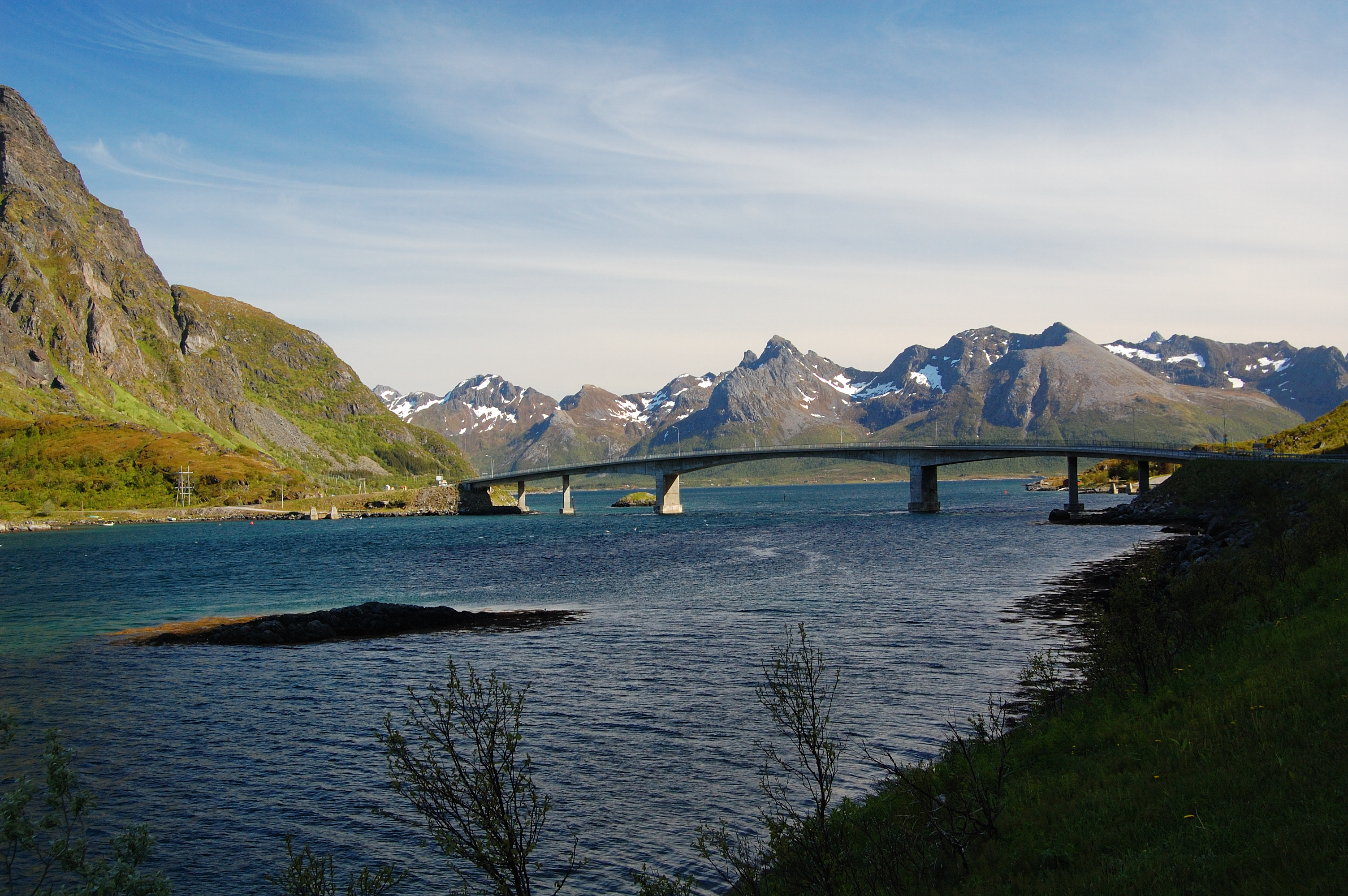
Most Sundklakkstraumen spojující ostrovy Gimsøy a Vestvågøya

Silnice E10 začíná v Å na ostrově Moskenesøy a pokračuje dalších 170 km do Fiskebølu, kde bývalo nutno použít trajekt do Melbu. Na ostrovech jsou provozovány též autobusové linky. Na Lofotech není železnice, nejbližší železniční stanice se nachází ve městě Bodø.
Dne 1. prosince 2007 byl otevřen Lofast, poslední část silničního spojení Lofotských ostrovů, který vede z Fiskebøl přes ostrov Hinnøy do Gullesfjordbottnu. Poprvé v historii jsou tudíž Lofoty přímo dosažitelné silniční dopravou.
Lodě Hurtigrutenu zastavují na Lofotech v Stamsundu a Svolværu. Svolvær je pravidelnými trajekty propojen se Skutvikem, kterým vede silnice E6. Dalším významným lodním spojením je linka trajektu na trase z Moskenes do Bodø. Katamarány spojují Bodø a Svolvær. Na Vesterály je možno se dostat trajektem z Fiskebølu do Melbu.
Na Lofotech se nalézají tři letiště, u Svolværu, Leknes a na ostrově Røst. Na ostrově Værøy se nachází heliport. Na ostrově je rovněž malé letiště, ale kvůli nebezpečným větrům  se již po několik let nepoužívá. Všechna letiště realizují několikrát denně lety do Bodø.